# Rock and Roll Garage Ostrava
Rock and Roll Garage Ostrava (známý také jako Garage Club Ostrava Martinov) se nachází v Ostravě (místní části Martinov) na ulici Martinovská u tramvajové smyčky. Je to minipivovar, hotel, restaurace a hudební klub. Budova je vybavena stylovým retro interiérem ve stylu rocku a autodílny. V budově jsou provozovány také koncerty, plesy, divadelní vystoupení apod. s maximální kapacitou až 600 účastníků.

## Historie
Rock and Roll Garage Ostrava vznikl ve stavebními úpravami změněných prostorách bývalé jídelny závodní kuchyně Masokombinátu Martinov. Variabilita a originalita budovy je největší devizou vzniklého prostředí. Doménou vnitřních prostor restaurace je upravený růžový cabriolet Volha. Před budovou se v letní sezóně se provozuje venkovní terasa se zahrádkou a dětkým hřištěm.
Minipivovar vaří od roku 2013 několik druhů piva dle vlastních receptur.

## Galerie

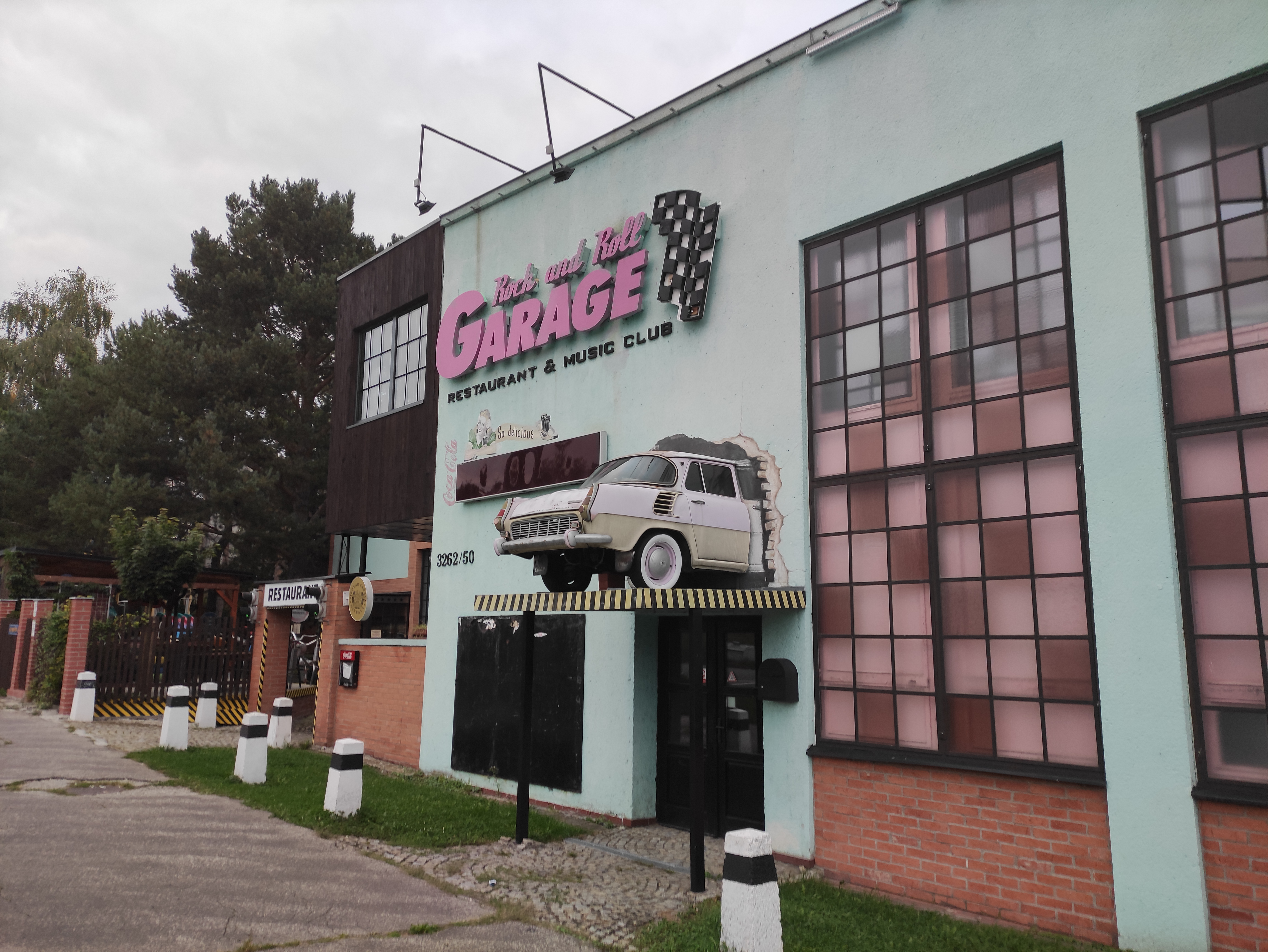